# First expired, first out
First Expired, First Out, expression anglaise souvent abrégé par l'acronyme FEFO, signifiant « premier expiré, premier sorti ».

## Description
Cette expression est utilisée en logistique et en gestion des stocks afin de décrire une manière de traiter des produits périssables, ou avec une date de péremption définie. Le produit ayant la date limite de consommation la plus proche sera ainsi le premier à être servi ou retirée du stock.
Une illustration courante de ce traitement est la gestion des produits périssables dans un présentoir de magasin : les produits possédant les dates limites de consommation les plus proches devraient être utilisés avant les autres.